# Andrzej Mochoń
Andrzej Waldemar Mochoń (ur. 26 listopada 1956 w Jarosławiu) – polski menedżer, działacz gospodarczy, z wykształcenia geolog, specjalista w zakresie rynku targowego, fotograf, działacz gospodarczy, prezes zarządu Targów Kielce.

## Życiorys
Ukończył geologię na Uniwersytecie Wrocławskim. Na Uniwersytecie Warszawskim uzyskał stopień naukowy doktora. Od 1980 pracował jako wykładowca geologii w Wyższej Szkole Pedagogicznej w Kielcach. W 1989 współtworzył jedną z pierwszych prywatnych uczelni w tym mieście – późniejszą Wyższą Szkołę Administracji Publicznej. W 1993 współorganizował Świętokrzyską Agencję Rozwoju Regionu, pełnił w niej kierownicze funkcje przez dziesięć lat. Był dyrektorem Geoparku Kielce. W 2006 został prezesem zarządu Targów Kielce. Należał do twórców Międzynarodowego Salonu Przemysłu Obronnego, został członkiem rady programowej MSPO.
Był także inicjatorem i organizatorem pierwszych Międzynarodowych Pokazów Lotniczych Air Show w Radomiu. W 2009 objął stanowisko konsula honorowego Republiki Federalnej Niemiec w Kielcach; funkcję tę pełnił do 2024. W 2005 został członkiem rzeczywistym Związku Polskich Artystów Fotografików. W latach 2010–2011 był prezesem rady Polskiej Izby Przemysłu Targowego, później objął funkcję wiceprezesa rady tej izby. W 2016 został wybrany na przewodniczącego związku statystyk targowych Centrex na dwuletnią kadencję.
Obejmował funkcje prezesa Ogólnopolskiego Stowarzyszenia Organizatorów Targów, wiceprezesa Business Centre Club, kanclerza Loży Świętokrzyskiej BCC, członka rady głównej Staropolskiej Izby Przemysłowo–Handlowej, przewodniczącego Forum Gospodarczego Województwa Świętokrzyskiego oraz członka kapituły nagrody Medal Per Artem ad Deum. Pomysłodawca i organizator festiwalu muzycznego Memorial to Miles. Powoływany w skład Wojewódzkiej Komisji Dialogu Społecznego. Został również przewodniczącym Rady Uczelni Politechniki Świętokrzyskiej.
W 2024 bez powodzenia kandydował do Sejmiku Województwa Świętokrzyskiego z listy Koalicji Obywatelskiej; mandat radnego województwa VII kadencji uzyskał jednak jeszcze w tym samym roku.

## Wystawy fotograficzne
Indywidualne
- Fotografia – Dom Środowisk Twórczych, Kielce; Galeria Rynek 5, Jarosław (2000)
- Światło – Galeria Fotografii, Kielce (2005)
- Nie tylko Jazz – Galeria Winda, Kielce (2012)

Zbiorowe
- Wystawa fotografii Członków ZPAF nowo przyjętych do Okręgu Świętokrzyskiego – Galeria Fotografii, Kielce (2006)

## Odznaczenia
- Krzyż Oficerski Orderu Odrodzenia Polski (2022)[16][17]
- Krzyż Kawalerski Orderu Odrodzenia Polski (2012)[18][19]
- Złoty Krzyż Zasługi (2011)[20]
- Srebrny Krzyż Zasługi (1993)[21]
- Odznaka Honorowa za Zasługi dla Rozwoju Gospodarki Rzeczypospolitej Polskiej (2015)[22]
- Medal 100-lecia ustanowienia Sztabu Generalnego Wojska Polskiego (2018)[23]